# Phytotoma rutila
El cortarramas argentino (Phytotoma rutila), también denominado simplemente cortarramas (en Argentina, Bolivia, Paraguay y Uruguay), cortaplantas de pecho rojo o dentudo (en Paraguay), es una especie de ave paseriforme de la familia Cotingidae perteneciente al género Phytotoma. Se distribuye en el centro-sur de América del Sur. 

## Distribución y hábitat
Esta especie se distribuye (con dos subespecies), desde el oeste de Bolivia al noroeste de Argentina, y desde el oeste de Paraguay, hasta el oeste de Uruguay, extremo suroeste de Brasil y el centro y norte de la Argentina, llegando por el sur hasta el nordeste de la provincia de Chubut, en plena Patagonia argentina.
Esta especie es considerada localmente bastante común en su hábitat natural, las formaciones arbóreas o arbustivas semiáridas a áridas, especialmente de baja altitud, pero llega hasta los 3500 m en los Andes bolivianos.

## Descripción
Mide entre 18 y 19,5 cm de longitud y pesa entre 30 y 57 g. El pico es negruzco o grisáceo. Las patas son pardo grisáceas. El iris es amarillo naranja. Exhiben notable dimorfismo sexual. El macho tiene la frente y parte ventral castañas; la corona, nuca y dorso son grises parduscos con tenues estrías ocráceas. Las alas son pardas con bandas blancas en las cubiertas y la cola parda con ápice blanco en las plumas externas. La hembra tiene la dorsal grisácea con estrías pardas oscuras; la ventral es canela clara con estrías pardas oscuras. Las alas son pardas con ribetes ocráceos y la cola parda con ápice blanco en las plumas externas.

## Comportamiento
Se deja ver entre los matorrales. Solo o en pareja.

### Alimentación
Su dieta consiste principalmente de frutos, hojas y flores, también de semillas y de algunos insectos, como coleópteros e himenópteros.

### Reproducción
La nidificación ocurre entre los meses de septiembre y febrero. El nido es una estructura semiesférica de palitos con y sin espinas. Internamente con nervaduras, a veces tallos de enredaderas. Es sostenido en ramas de arbustos, árboles, enredaderas. 
Pone tres, raramente cuatro huevos, ovoidales, ocres intenso o verdes con pintas y manchitas pardas oscuras y
grises más concentradas en el polo mayor. A veces huevos sin manchas. Los pichones tardan 14 días en abandonar el nido. La incubación está a cargo de la hembra. El período de incubación demora 14-15 días. La permanencia de los pichones entre 15-17 días.

### Vocalización
El canto es muy característico, una áspera y larga nota «errrrrrh .. errrh ..», sonido comparable al de una bisagra oxidada.

## Sistemática

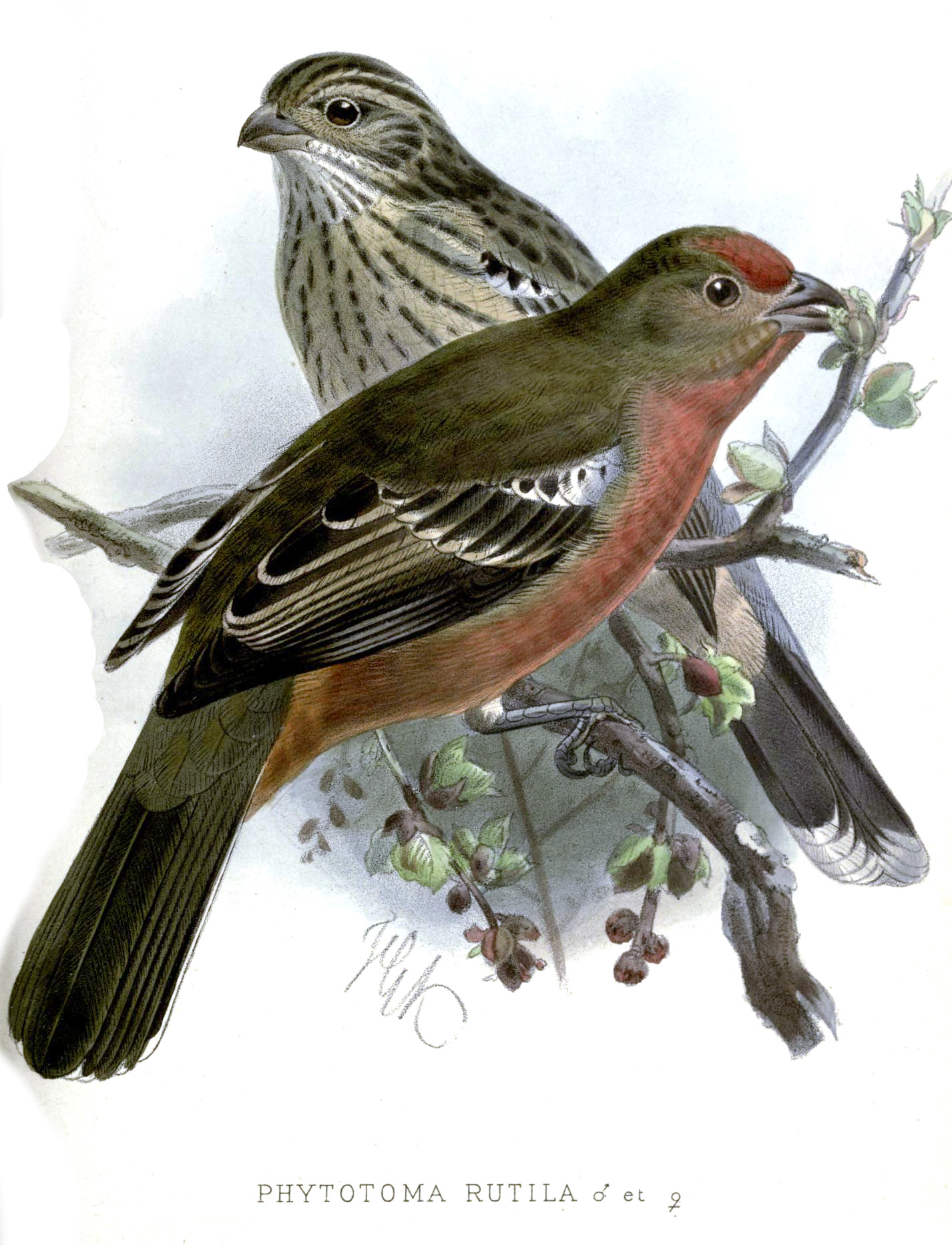
Phytotoma rutila, macho (adelante), hembra (atrás), ilustración de Keulemans, en P.L. Sclater Argentine Ornithology, 1889.

### Descripción original
Esta especie fue descrita originalmente por el naturalista francés Louis Pierre Vieillot en el año 1818, bajo el mismo nombre científico. Su localidad tipo es: «Paraguay».

### Etimología
El nombre genérico femenino «Phytotoma» se compone de las palabras del griego «phuton» que significa ‘planta’, y «tomos» que significa ‘cortar’; y el nombre de la especie «rutila», proviene del latín «rutilus» que significa ‘dorado’ o ‘rojo’.

### Taxonomía
El género Phytotoma fue considerado como constituyendo una familia separada —Phytotomidae— de afinidades inciertas. También se lo situó como una subfamilia dentro de Tyrannidae. Análisis genéticos, sin embargo, indica una estrecha relación con miembros de Cotingidae. Está hermanada con Phytotoma raimondii, y el par formado por ambas es hermano de P. rara.

### Subespecies
Según las clasificaciones del Congreso Ornitológico Internacional (IOC) y Clements Checklist/eBird, se reconocen dos subespecies, con su correspondiente distribución geográfica:
- Phytotoma rutila angustirostris d'Orbigny y Lafresnaye, 1837 - Habita en zonas elevadas del centro y sur de Bolivia (de La Paz y Santa Cruz hasta Tarija) y en el noroeste de la Argentina (registrado en los alrededores de Pichanal, en el norte de Salta).
- Phytotoma rutila rutila Viellot, 1818 - Habita en llanuras y sierras, desde el oeste de Paraguay (hacia el este hasta cerca del río Paraguay), el oeste del Uruguay, extremo suroeste de Brasil[4] y el norte y centro de la Argentina, en las provincias de: Buenos Aires, Ciudad Autónoma de Buenos Aires, Catamarca, Chaco, Chubut, Córdoba, Corrientes, Entre Ríos, Formosa, La Pampa, La Rioja, Mendoza, Misiones, Neuquén, Río Negro, Salta, San Juan, San Luis, Santa Fe, Santiago del Estero, y Tucumán.